# 帝豪閣
帝豪閣（英語：Imperial Court，又名帝豪大廈），是香港島西半山干德道62G 的三幢住宅，C座高43層，A及B座高7層，單位呎吋1280平方呎以上，由恆基兆業發展，在1995年入伙，有住客會所，室內多層停車場。高層望西環海景。

## 鄰近
- 聯邦花園
- 香港大學